# Ducado de Sajonia-Coburgo y Gotha
El ducado de Sajonia-Coburgo y Gotha (en alemán: Herzogtum Sachsen-Coburg und Gotha) fue un ducado de Alemania situado en el actual estado federado de Turingia, perteneciente a los llamados ducados ernestinos, ya que eran gobernados por duques de la Línea ernestina de la Casa de Wettin.

## Historia

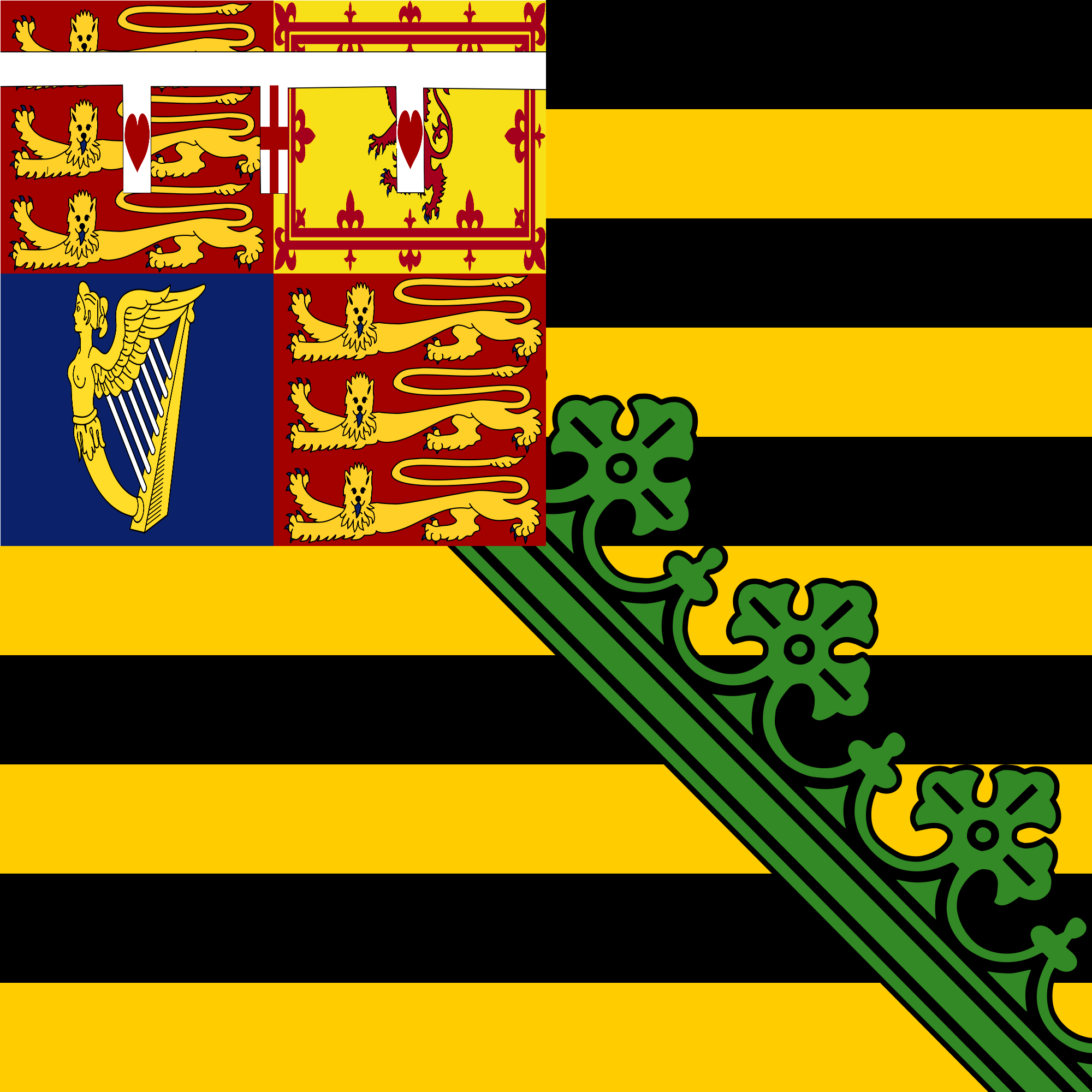
Estandarte real del Duque de Sajonia-Coburgo-Gotha.

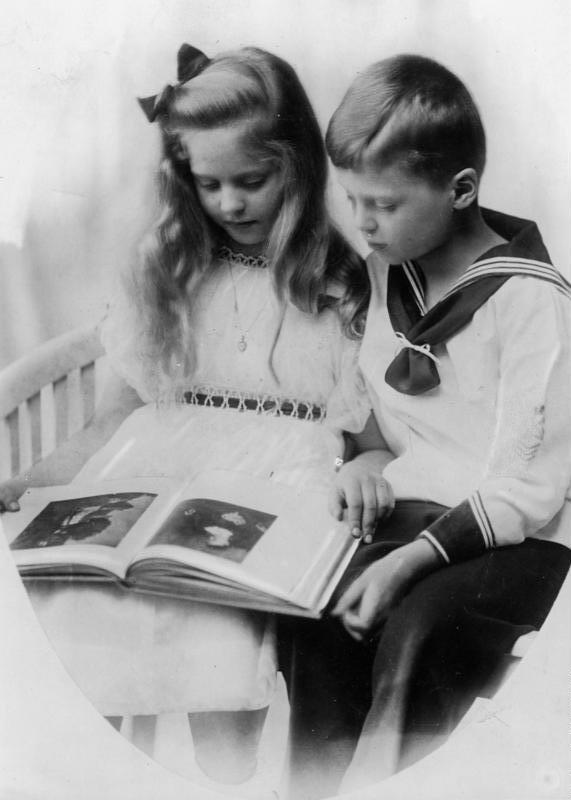
Los hijos del duque de Sajonia-Coburgo-Gotha en 1917: la princesa Sibila y el príncipe Huberto.

En 1825 se extingue con Federico IV de Sajonia-Altenburgo la casa ducal de Gotha-Altemburgo, produciéndose una reestructuración de los ducados. Federico de Sajonia-Hildburghausen es nombrado duque de Sajonia-Altenburgo, Bernardo II de Sajonia-Meiningen une los ducados de Sajonia-Meiningen y Sajonia-Hildburghausen y además añade Sajonia-Saalfeld. Por último Ernesto de Sajonia-Coburgo-Saalfeld unifica por unión personal los ducados de Sajonia-Gotha y Sajonia-Coburgo, convirtiéndose en Ernesto I de Sajonia-Coburgo-Gotha, aunque los ducados permanecían técnicamente separados; también desde 1816 había recibido el Principado de Lichtenberg en el Sarre, aunque lo vendió a Prusia en 1834 por ochenta mil táleros.
La casa de Sajonia-Coburgo-Gotha se convierte, mediante una hábil política dinástica durante el siglo XIX, en la casa reinante de Bélgica, Reino Unido, Portugal y Bulgaria.
El hermano pequeño de Ernesto, el príncipe de Sajonia-Coburgo-Gotha Leopoldo, se casa primero con Carlota Augusta de Hannover, única hija de Jorge IV del Reino Unido, pero muere muy joven al dar a luz a su primer hijo. En 1831, sin embargo, es elegido rey de los Belgas. Sus descendientes (se casó de nuevo en 1832 con Luisa María de Orleans, hija de Luis Felipe, rey de Francia) formaron la casa real de Bélgica, línea que permanece actualmente.
El primer hijo de Ernesto I, Ernesto II, recibe el ducado, pero el segundo hijo, Alberto se casa en 1840 con la reina Victoria del Reino Unido que había sucedido a su tío Guillermo IV en 1837. De esta forma llega a ser príncipe consorte y Alteza Real de Inglaterra. Sus descendientes reinan en el Reino Unido hasta el presente, aunque en 1917 cambiaron el nombre de la dinastía por el de Windsor, pues el nombre alemán sonaba antipatriótico durante la I Guerra Mundial.
Un sobrino de Ernesto I, Fernando de Sajonia-Coburgo-Gotha, hijo de Fernando, fue rey consorte al casarse con la reina María II de Portugal. Sus descendientes reinaron en Portugal hasta que la revolución de 1910 proclamó la república.
Otro hijo de Fernando, Augusto Luis de Sajonia Coburgo-Gotha, y sobrino de Ernesto I se casa con Clementina de Orleans (hija también de Luis Felipe). Su quinto hijo Fernando es elegido en 1887 príncipe de Bulgaria y en 1908 se proclama zar de los Búlgaros. Sin embargo, cuando sus tropas le abandonan en 1918 y se pasan al bando aliado, Fernando abdica y se vuelve a Coburgo, dejando a su hijo Boris III el trono.
De este modo, los duques de Sajonia-Coburgo-Gotha estaban emparentados con las casas reales de media Europa. El sucesor de Ernesto II es su sobrino Alfredo, hijo de Alberto y la reina Victoria del Reino Unido, que poseía además los títulos de príncipe de Gran Bretaña e Irlanda, duque de Edimburgo, etc. A este le sucede otro sobrino, Carlos Eduardo, duque de Albany, príncipe de Gran Bretaña e Irlanda, aunque los primeros años es regente el príncipe Ernesto de Hohenlohe-Langenburg. Con la caída del II Reich en 1918, la dinastía también cayó. Aunque el hijo de Carlos Eduardo, Juan Leopoldo de Sajonia-Coburgo-Gotha, reclamó sus derechos, Gotha se convirtió en un Estado libre que luego se unió al Estado de Turingia el 1 de mayo de 1920 y Coburgo pasó a Baviera.

## Ciudades

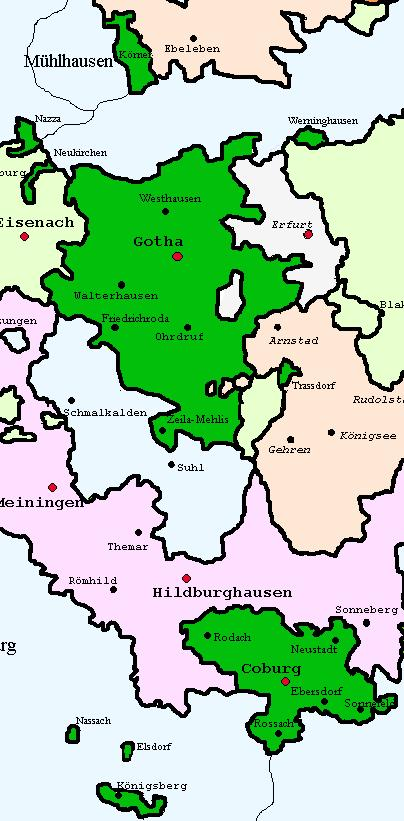
Ducado de Sajonia-Coburgo-Gotha (en verde).

- Coburgo Rodach, Neustadt de Coburgo, Ebersdorf, Sonnefeld, Rossach.
  - Exclaves: Königsberg, Nassach, Erlsdorf.
- Gotha Zella Sanct Blasii, Ohrdruf, Westhausen, Waltershausen, Friedrichroda.
  - Exclaves: Volkenroda, Körner, Nazza, Ebenshausen, Frankenroda, Hallungen, Neukirchen, Werningshausen, Trassdorf.
- Lichtenberg Baumholder, Oberkirchen, St. Wendel.

## Duques de Sajonia-Coburgo-Gotha
- Ernesto I (1826-1844)
- Ernesto II (1844-1893)
- Alfredo I (1893-1900)
- Carlos Eduardo I (1900-1918)
  - Regencia de Ernesto II de Hohenlohe-Langenburg (1900-1905)

### Jefes de la casa desde 1918
- Carlos Eduardo I (1918-1954)
- Federico Josías (1954-1998)
- Andrés Miguel (1998-2025)
- Humberto Miguel (2025-presente)

## Galería

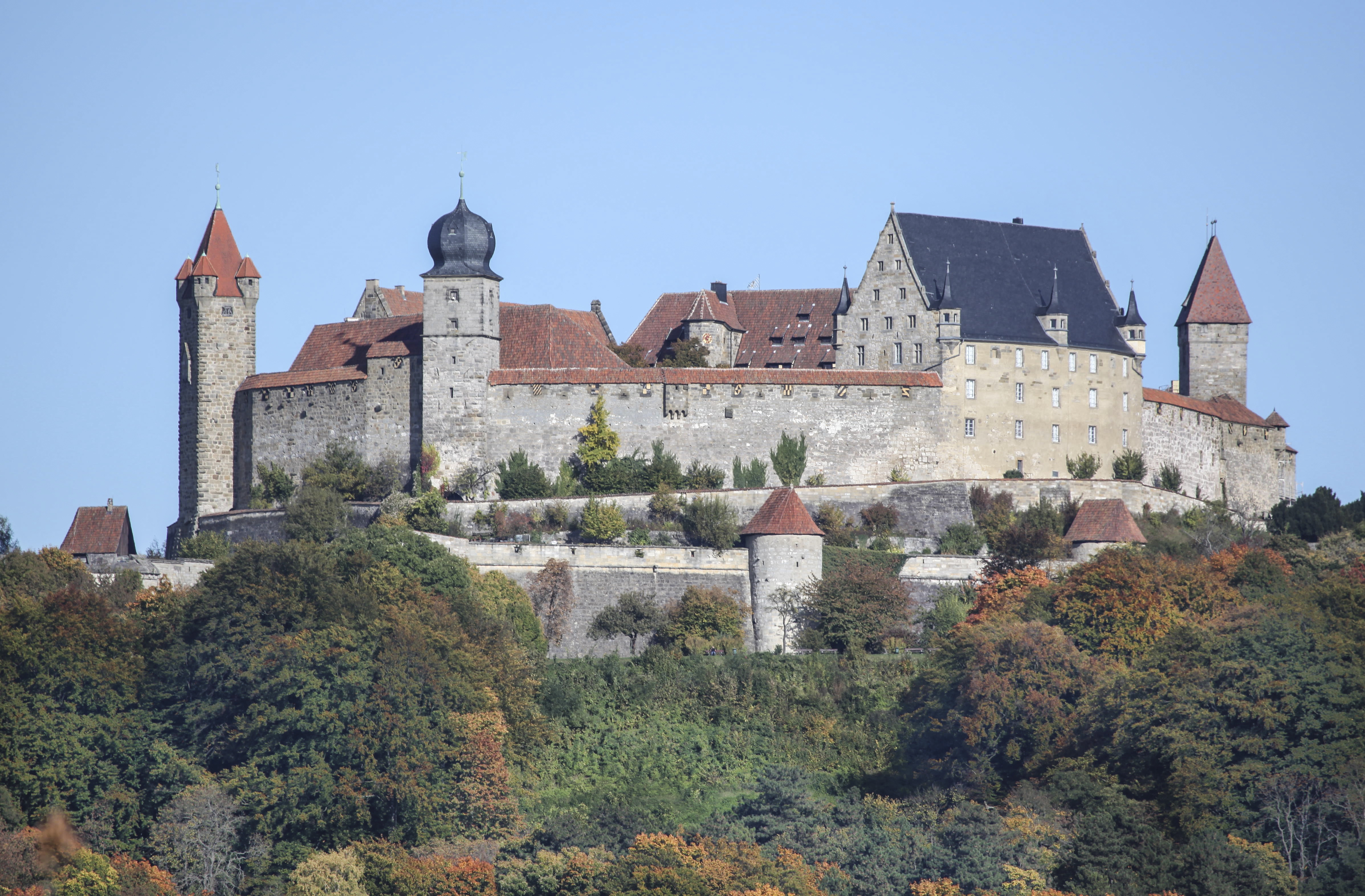
Castillo de Veste Coburgo
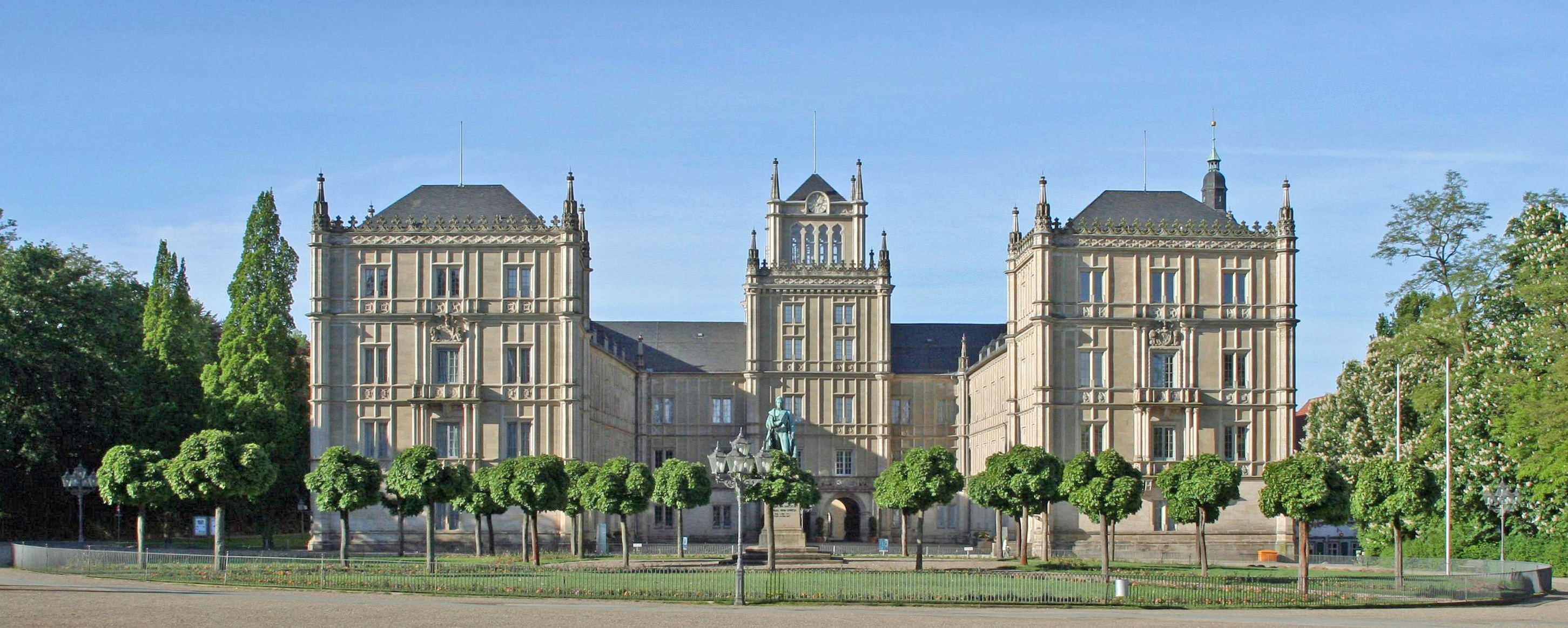
Palacio de Ehrenburg, Coburgo
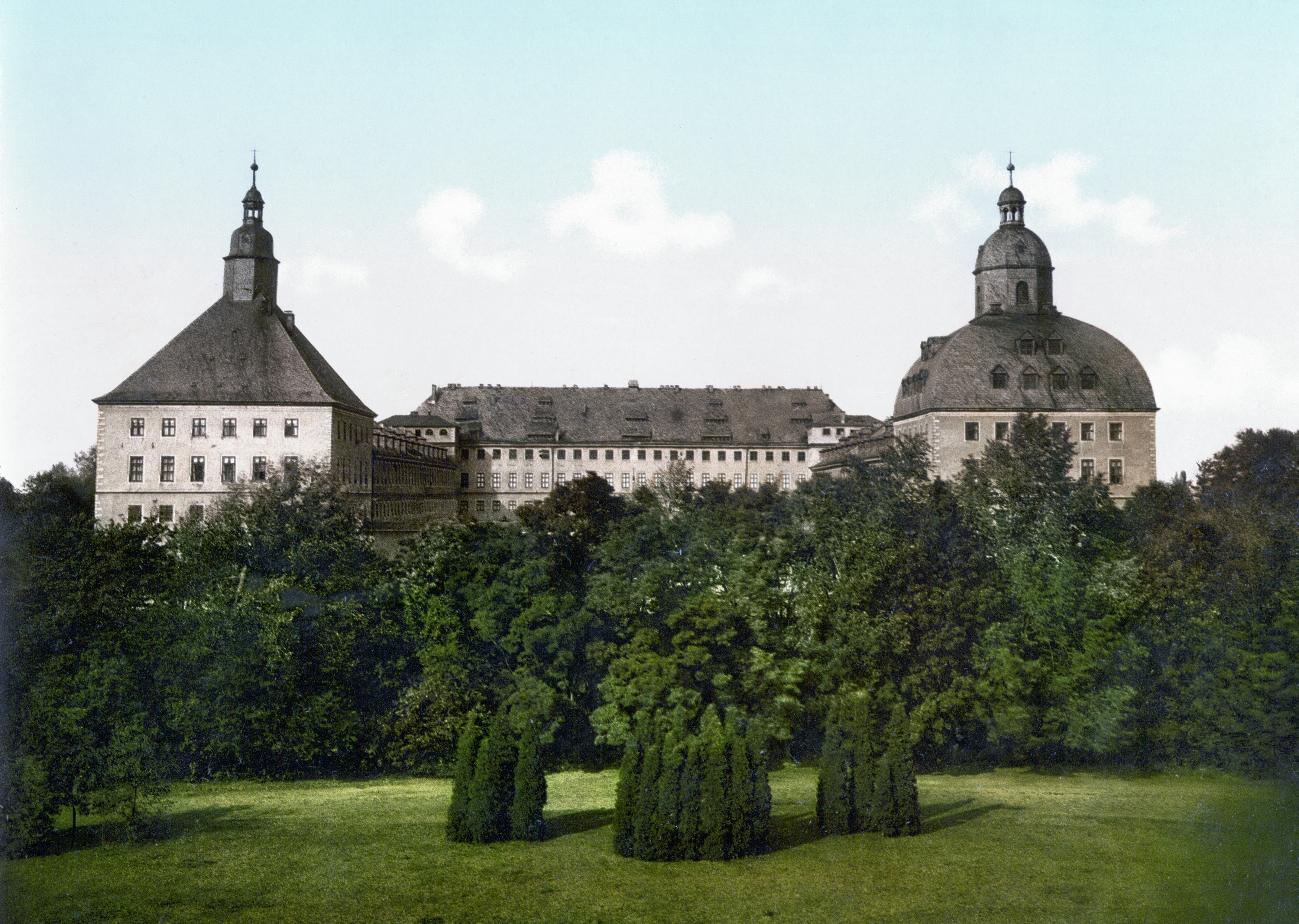
Palacio de Friedenstein, Gotha
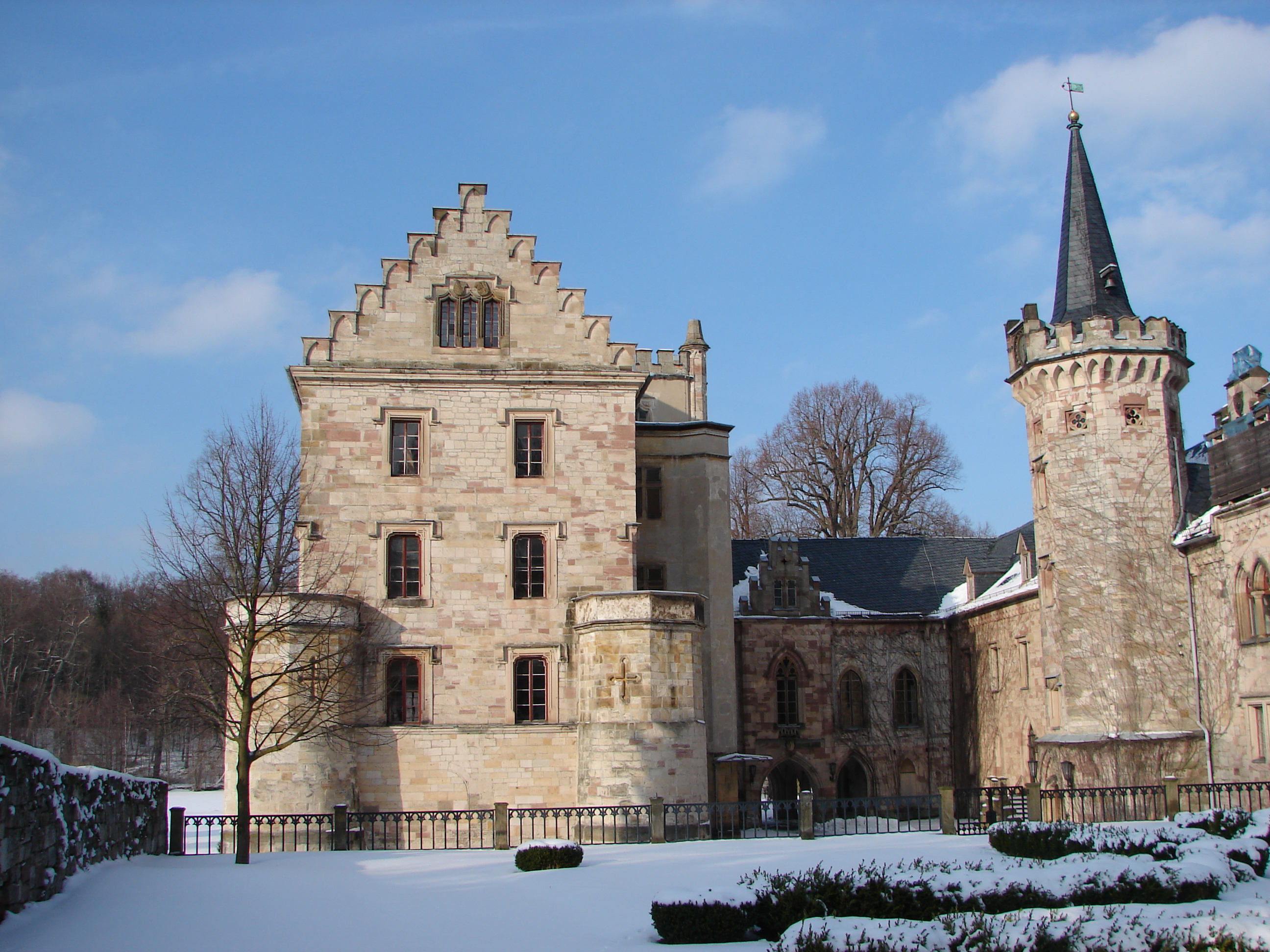
Castillo de Reinhardsbrunn, Gotha
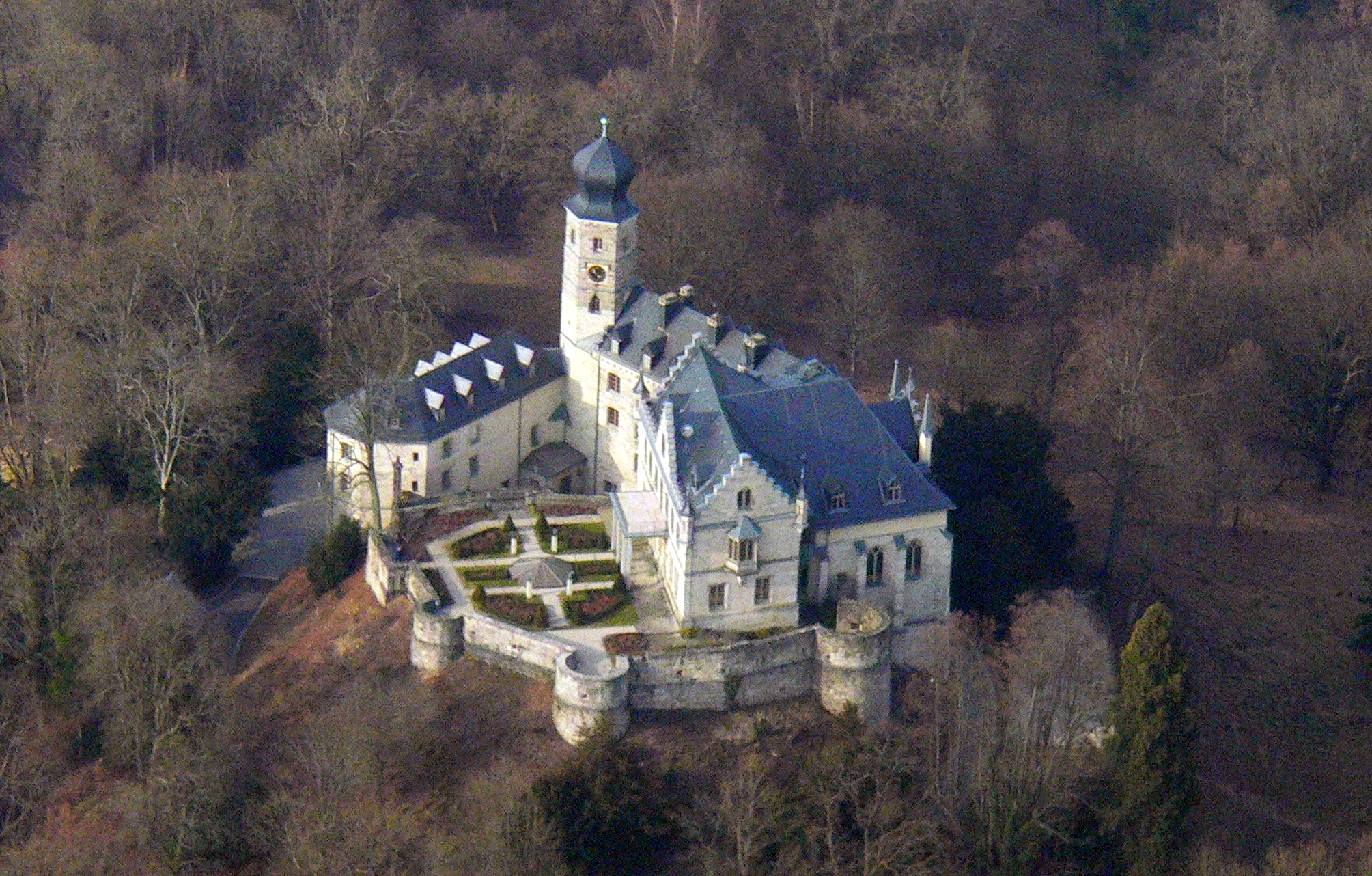
Palacio de Callenberg, Coburgo
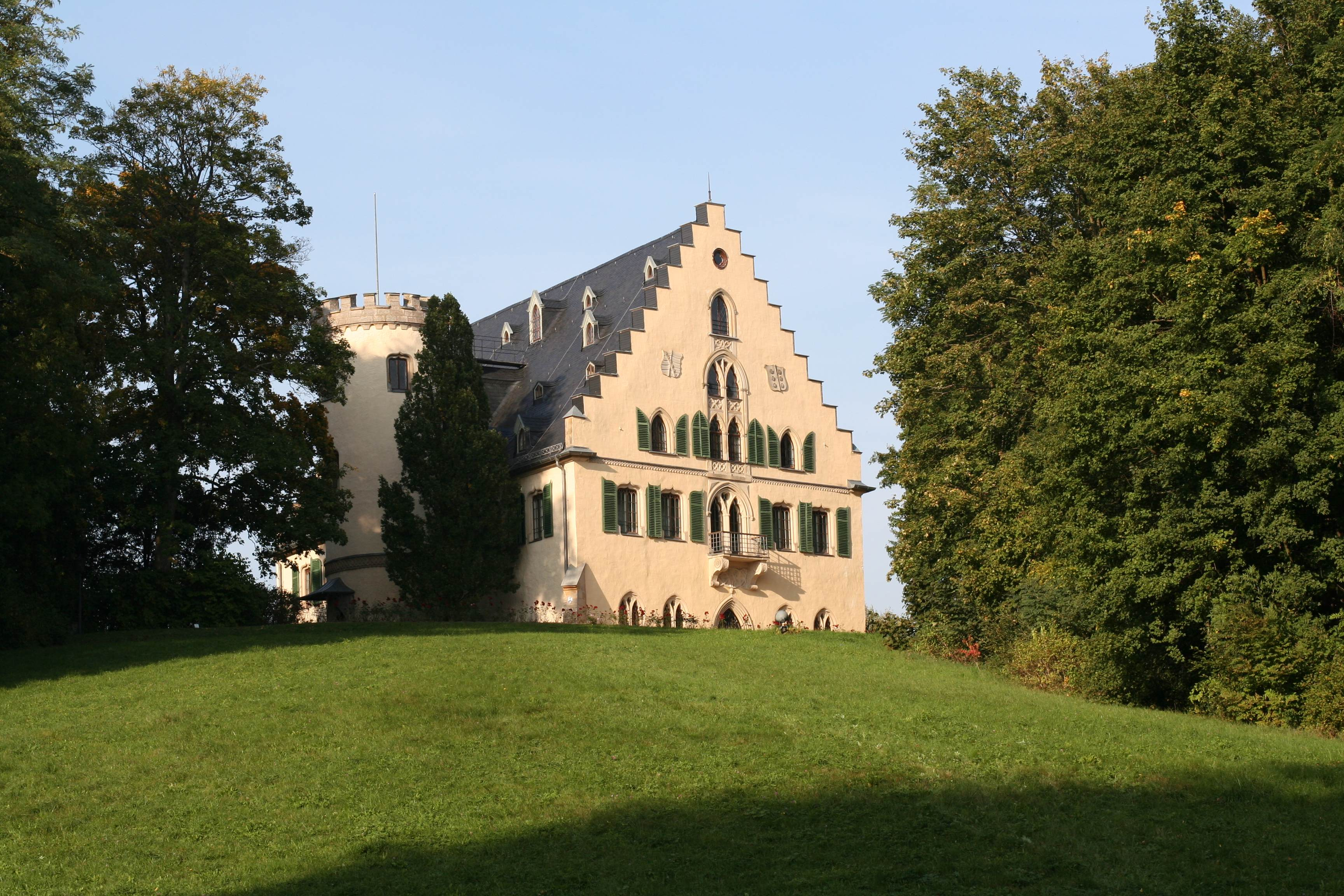
Palacio de Rosenau, Coburgo